# Лонгшипский маяк
Лонгшипский маяк (англ. Longships Lighthouse) — маяк, расположенный на мысе Лендс-Энд в графстве Корнуолл, Великобритания.
Первая башня маяка была построена в 1795 году по проекту архитектора Сэмюэла Уайетта. Фонарь был на 24 метра над уровнем моря, но очень открытое море скрывало его свет. В 1869 году Trinity House начала строительство замены маяка. При строительстве башни использовалась большая часть оборудования, которое ранее использовалось в строительстве маяка Волф-Рок. Маяк впервые был введён в действие в декабре 1873 года. Однако даже после этих улучшений корабль S.S. Bluejacket потерпел крушение на скалах возле маяка в ясную ночь в 1898 году, почти уничтожив при этом маяк.
С 1988 года маяк стал полностью автоматическим. Его свет виден на расстоянии до 20 км. Он производит длинную пятисекундную вспышку каждые десять секунд. Вспышки белые, если смотреть с моря, но становятся красными, если судно заходит слишком близко к скалам. При тумане маяк издаёт сигнал каждые десять секунд.